# 小行星9112
小行星9112（英語：9112 Hatsulars）是一颗围绕太阳公转的小行星。1997年1月31日，小林隆男在大泉天文台发现了此天体。
这颗小行星的绝对星等为168.5421449360607等。